# Xita Guangmu
Xita Guangmu (chiń. 西塔光穆, pinyin Xītǎ Guāngmù; kor. 서탑광목 Sŏt’ap Kwangmok; jap. Saitō Kōboku; wiet. Tây Tháp Quang Mục; ur. IX wiek, zm. IX wiek) – chiński mistrz chan ze szkoły guiyang. Znany także jako Yangshan. Jest uważany za trzeciego patriarchę tej szkoły.

## Życiorys
Z jego dzieciństwem związane są legendarne wydarzenia. Po siedmiu dniach od urodzenia stanął na nogach i zaczął chodzić. Po miesiącu już mówił. Jego pierwsze wypowiedziane słowa to Namo Amithaba buddha.
Po opuszczeniu domu studiował klasykę konfucjańską. Wkrótce zainteresował się sutrami. Pierwszą z nich, którą zaczął studiować, była Sutra Amitabhy.
Został uczniem mistrza chan Yangshana Huiji oraz spadkobiercą jego Dharmy. Żył i nauczał na górze Yang.
Mnich spytał: „Co to jest proste słyszenie?”
Xita powiedział: „Ono nie wchodzi przez twoje uszy.”
Mnich powiedział: „Jak to możliwe?”
Xita powiedział: „Czy to słyszysz?”
Mnich spytał: „Czy znaczenie przodków jest takie samo jak znaczenie nauk doktrynalnych, czy też nie?”
Xita powiedział: „Odkładając na bok ‘takie samo’ lub ‘różne’, możesz powiedzieć, co to jest, co wchodzi i wychodzi z ust dzbanka z wodą?”

## Linia przekazu Dharmy zen
Pierwsza liczba oznacza liczbę pokoleń mistrzów od 1 Patriarchy indyjskiego Mahakaśjapy.
Druga liczba oznacza liczbę pokoleń od 28/1 Bodhidharmy, 28 Patriarchy Indii i 1 Patriarchy Chin.
Trzecia liczba oznacza początek nowej linii przekazu w danym kraju.
- 36/9. Baizhang Huaihai (720–814)
  - 37/10. Guishan Lingyou (771–853) szkoła guiyang
    - 38/11. Liu Tiemo (bd) mistrzyni chan
    - 38/11.Yangshan Huiji (814–890)
      - 39/12. Wuzhu Wenxi (821–900)
      - 39/12. Miaoxin (bd) mistrzyni chan
      - 39/12. Hangzou Wenxi (bd)
      - 39/12. Xita Guangmu (Yangshan) (bd)
        - 40/13. Zifu Rubao (bd)

      - 39/13/1. Wŏnnang Taet'ong (816–883) szkoła sŏngju – Korea
      - 39/12/1. Sunji Korea
      - 39/12. Nanta Guangyong (850–938)
        - 40/13. Bajiao Huiqing (bd) koreański mistrz działający w Chinach
          - 41/14. Xingyang Qingrang (bd)